# On Becoming a God in Central Florida
On Becoming a God in Central Florida é uma série de televisão americana de humor negro criada por Robert Funke e Matt Lutsky que estreou em 25 de agosto de 2019, no Showtime. A série é estrelada por Kirsten Dunst e se passa no início dos anos 1990.
Em 26 de setembro de 2019, a série foi renovada para uma segunda temporada.

## Enredo
Krystal Stubbs é uma funcionária de um parque aquático que ganha um salário mínimo na Grande Orlando que planeja seu caminho na categoria de Founders American Merchandise, um esquema de pirâmide / marketing multinível de vários bilhões de dólares que levou sua família à ruína.

## Elenco e personagens

### Principais
- Kirsten Dunst como Krystal Stubbs
- Théodore Pellerin como Cody Bonar
- Mel Rodriguez como Ernie Gomes
- Beth Ditto como Bets Gomes
- Ted Levine como Obie Garbeau II

### Recorrente
- Alexander Skarsgård como Travis Stubbs
- Usman Ally como Stan Van Grundegaard
- Cooper Jack Rubin como Harold Gomes
- Julie Benz como Carole Wilkes
- Melissa De Sousa como Mirta Herrera
- Sharon Lawrence como Louise Garbeau
- Mary Steenburgen como Ellen Jay Bonar
- Josh Fadem como Pat Stanley
- Kevin J. O'Connor como Roger Penland
- Billy Slaughter como Kissinger Haight
- David Paymer como Buck Bridges
- Shari Headley como Harmony
- Da'Vine Joy Randolph como Rhonda
- John Earl Jelks como Dr. Judd Waltrip

## Produção

### Desenvolvimento
Em 6 de janeiro de 2017, foi informado que a AMC estava desenvolvendo a produção. A série foi criada por Robert Funke e Matt Lutsky, que também escreveram o episódio piloto e foram definidos como produtores executivos para a série ao lado de Kirsten Dunst, Yorgos Lanthimos, George Clooney e Grant Heslov. Lanthimos também foi escalado para dirigir. Esperava-se que as produtoras envolvidas com a série incluíssem Smokehouse Pictures, TriStar Television e AMC Studios.
Em 25 de junho de 2018, foi anunciado que a produção havia mudado para o YouTube Premium, que lhe deu um pedido de série para uma primeira temporada composta por 10 episódios. Foi ainda relatado que Esta Spalding e Charlie McDowell se juntaram à série como produtores executivos. Spaulding também deve servir como showrunner e McDowell deve dirigir, substituindo Lanthimos como produtor executivo e diretor.
Em 17 de junho de 2019, foi anunciado que o Showtime havia adquirido a série da TriStar, e iria ser exibida no canal do Showtime em vez do YouTube com a estréia prevista para 25 de agosto de 2019.

### Elenco
Junto com o anúncio de desenvolvimento inicial, foi confirmado que Kirsten Dunst iria estrelar a série. Em 28 de agosto de 2018, foi anunciado que Théodore Pellerin havia sido escalado para o papel principal. Em 14 de setembro de 2018, foi relatado que Ted Levine, Mel Rodriguez e Beth Ditto haviam se juntado ao elenco em papéis regulares da série e que Usman Ally iria aparecer em uma base recorrente. Em 5 de outubro de 2018, foi anunciado que Julie Benz havia se juntado ao elenco em uma capacidade recorrente. Em 28 de novembro de 2018, foi comunicado que Melissa De Sousa iria aparecer em papel recorrente.

### Filmagem
A filmagem principal da série começou em outubro de 2018 em New Orleans, Louisiana. Em 8 de outubro de 2018, as filmagens aconteceram em Westwego, Louisiana.

## Recepção
No agregador de críticas Rotten Tomatoes, a série tem um índice de aprovação de 84% com base em 38 resenhas, com uma classificação média de 7,47/10. O consenso crítico do site diz: "Embora perca um pouco o fôlego narrativo, On Becoming a God in Central Florida prova uma sátira inteligente e absurda que fará você querer comprar qualquer coisa que Kirsten Dunst esteja vendendo." No Metacritic, tem uma pontuação média ponderada de 76 em 100, com base em 22 críticos, indicando "avaliações geralmente favoráveis".

### Prêmios
| Ano  | Prêmio                             | Categoria                                   | Nomeado(s)                                                | Resultado | Ref.   |
| ---- | ---------------------------------- | ------------------------------------------- | --------------------------------------------------------- | --------- | ------ |
| 2020 | Prêmios Critics' Choice Television | Best Actress in a Comedy Series             | Kirsten Dunst                                             | Indicado  | [ 15 ] |
| 2020 | Prêmios Globo de Ouro              | Melhor Atriz em Série de Comédia ou Musical | Kirsten Dunst                                             | Indicado  | [ 16 ] |
| 2020 | Writers Guild of America Award     | Episodic Comedy                             | Robert F. Funke e Matt Lutsky (por "The Stinker Thinker") | Indicado  | [ 17 ] |